# Terç de Requetès de la Mare de Déu de Montserrat
El Terç de Requetès de la Mare de Déu de Montserrat va ser una unitat militar de xoc integrat a l'exèrcit franquista durant la Guerra Civil espanyola, d'inspiració carlina i integrada majoritàriament per catalans. Es va crear el 3 de desembre de 1936 mitjançant un decret de Manuel Fal Conde i seguidament es constituí a Pamplona una patrocinadora formada per Josep Maria Cunill i Postius, Mauricio de Sivatte de Bobadilla, Josep Bru i Jardí, Salvador Bonet i Olivet, Salvador Framis i Aymerich, Agustí García-Die, Ramon Gassió i Bosch, Ramon Pei i Josep Prat Piera.

## Antecedents
En el moment de la sublevació militar el mes de juliol de 1936, hi havia la consigna entre els carlins de trobar-se a Pamplona amb la intenció de formar un cos militar propi d'acord amb la tradició carlina.
Després dels primers èxits militars dels requetès, tots ells i també el Terç de Requetès de la Mare de Déu de Montserrat van ser annexionats el 1937 a l'exèrcit franquista, organitzat com un terç de requetè i encara format sobretot per catalans fugitius de la zona republicana en plena guerra civil.

## Composició
Era format per oficials de carrera i per una base sense experiència militar. Entre els seus membres hi havia eminentment carlins, però també catòlics de la Federació de Joves Cristians, de les Congregacions Marianes, Acció Catòlica, Conferències de Sant Vicent de Paül, i alguns membres de la Lliga que s'havien vist obligats a fugir de Catalunya en ser perseguits per les seves idees polítiques o religioses. Quan va intervenir en la seva primera acció militar, en la defensa de Codo (vora Saragossa), disposava de 130-140 homes. Aproximadament, un 90% eren estudiants, aprenents, obrers, oficinistes, petits tècnics i petits botiguers sense cap historial polític. En total, va tenir uns 1.985 efectius, dels quals 319 van morir en combat i 633 foren ferits. El primer comandant fou l'alferes de complement Pere Gallart i Folch. Tanmateix, no tots els carlins catalans es van integrar al Terç de Requetès de la Mare de Déu de Montserrat. Molts d'aquests catalans van ser enquadrats en altres terços carlins o van ingressar a les files de la Legió o de l'exèrcit regular. Entre altres, un dels motius per aquest enrolament dispar es trobava en el fet que l'alt comandament dels sollevats utilitzaven els terços de requetès en els combats més durs, com a unitats de xoc, causant moltes baixes entre els seus membres.

## Participació en la guerra

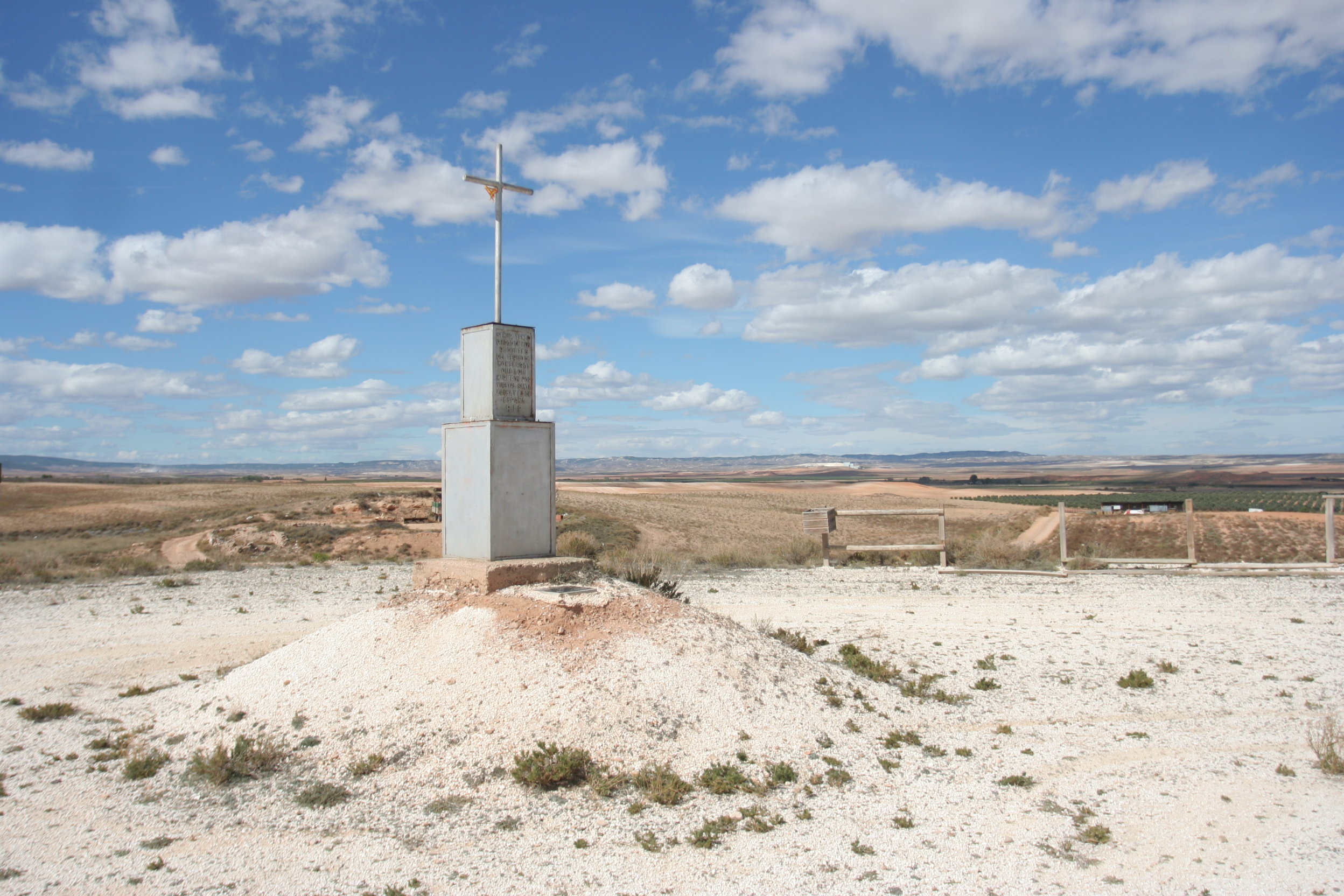
Monument commemoratiu, Codo

Un cop format fou destinat a la guarnició de Codo, llavors en el front estabilitzat d'Aragó. El seu bateig de foc es produí al front d'Aragó (Codo, Belchite i Quinto) el 24 d'agost del 1937, quan amb quaranta falangistes i deu guàrdies civils mantenen i defensen les seves posicions. En aquesta acció moriren, a més de trenta-nou dels falangistes, 146 homes dels 182 que disposava la seva unitat. Arran d'aquesta acció la unitat fou guardonada amb la Creu de San Fernando i Franco permet i facilita la incorporació de catalans en aquesta unitat des de qualsevol altra unitat o nous reclutes. Després fou reorganitzat i amb els efectius d'un batalló, operà a la comarca de La Serena (Extremadura), el juny de 1938. Participà en la batalla de l'Ebre a partir del mes de juliol del 1938, enquadrat en la 74a Divisió franquista, en els sectors de Gandesa i de Vilalba dels Arcs, on lliurà uns duríssims combats.

### Desfeta en l'assalt a la Punta Targa

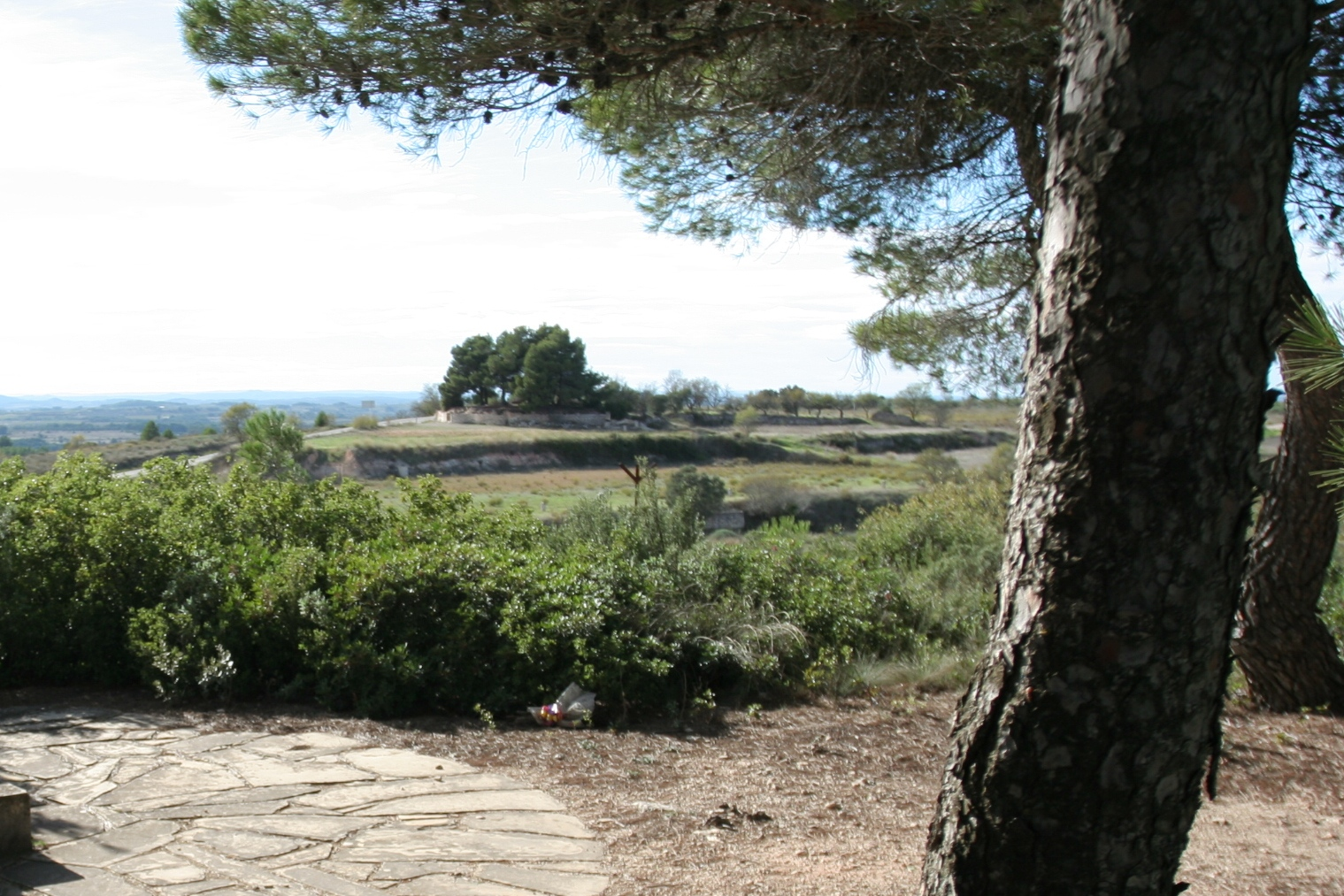
Vilalba dels Arcs, Cota 481

El dia 19 d'agost, el Terç protagonitzà l'assalt a la posició republicana de la Punta Targa (cota 481), situada a la cruïlla de les carreteres que menen a Vilalba dels Arcs, Corbera d'Ebre, la Fatarella i Gandesa i defensada aferrissadament per la 60a i un batalló de la 3a divisions republicanes.
Durant el matí, els defensors republicans foren sotmesos a un intens atac artiller i aeri. El migdia, el Terç atacava des de les seves posicions de Quatre Camins, a només 300 metres de Punta Targa. Com que no van rebre el suport esperat per part dels batallons de Ceuta i Bailén, els requetès es veieren sotmesos a un intens foc de fusells metralladors procedent dels defensors de la posició republicana, que havien resistit prou bé els atacs artillers i aeris protegits sota el petit turó.
Sota l'intens foc, el Terç hi perdé 59 combatents (1 alferes i 58 caporals i soldats de tropa) i hi tingué 173 ferits (2 alferes, 1 sergent i 170 caporals i soldats de tropa), restant pràcticament desfet. L'endemà, l'alt comandament franquista posà tota l'artilleria i l'aviació disponible per assaltar la punta Targa, que fou ocupada amb poca resistència perquè els republicans l'havien abandonat davant la imminència de la desfeta. És presumible que aquesta manca de suport respongués a motivacions polítiques que, davant la ja imminent victòria final, creguessin convenient depurar posicions ideològiques segons la seva major o menor fidelitat a la unipersonal prefectura del govern i de l'estat, en tant que ja eren prescindibles per a l'últim desenvolupament de la guerra.

### Fi de la Guerra Civil
El novembre del 1938, el Terç participà en la conquesta de Riba-roja d'Ebre, Flix, Ascó, Móra d'Ebre, Benissanet, Miravet, el Pinell de Brai, Corbera d'Ebre, la Fatarella, la Serra de Cavalls, la Serra de Pàndols i la Serra de La Picossa. Operà encara a Pena-roja el 5 de gener de 1939. Després foren traslladats a Còrdova i a Navalmoral de la Mata (Càceres), el mes de febrer del 1939.
En arribar la fi de la guerra estaven destinats al front de Madrid on havien estat traslladats precipitadament després de traspassar l'Ebre. Després van participar en la desfilada de la victòria a Madrid, el 12 de juliol de 1939 on van acomplir la tasca de barrera de contenció del públic assistent. Prèviament a això havien estat desarmats, despullats del seu uniforme i vestits amb el de l'Exèrcit de Terra. Traslladats a Catalunya foren aquarterats a Sant Feliu de Llobregat. El 26 d'octubre de 1939 fou dissolt oficialment i alguns dels seus membres, llicenciats després d'una pujada a la muntanya de Montserrat, on entregaren la bandera del Terç al Monestir. Els membres de tropa que per edat no havien complert encara el servei militar obligatori van ser traslladats al protectorat espanyol del Marroc a realitzar-lo, fos quin fos el seu temps de participació activa en la contesa com a membres del terç.

## Combatents il·lustres
Entre els seus combatents s'hi trobaren mossèn Salvador Nonell i Bru, cronista del terç i autor de Los Requetés Catalanes del Tercio de Nuestra Señora de Montserrat en la Cruzada Española, el filòleg Martí de Riquer, l'escriptor Josep Maria Gironella i Pous, el periodista Ramon Pei, el muntanyenc Ignasi de Quadras, el muntanyenc i capellà Jaume Oliveras i Brossa i el llibreter Feliu Matamala.

## Memorials al Terç

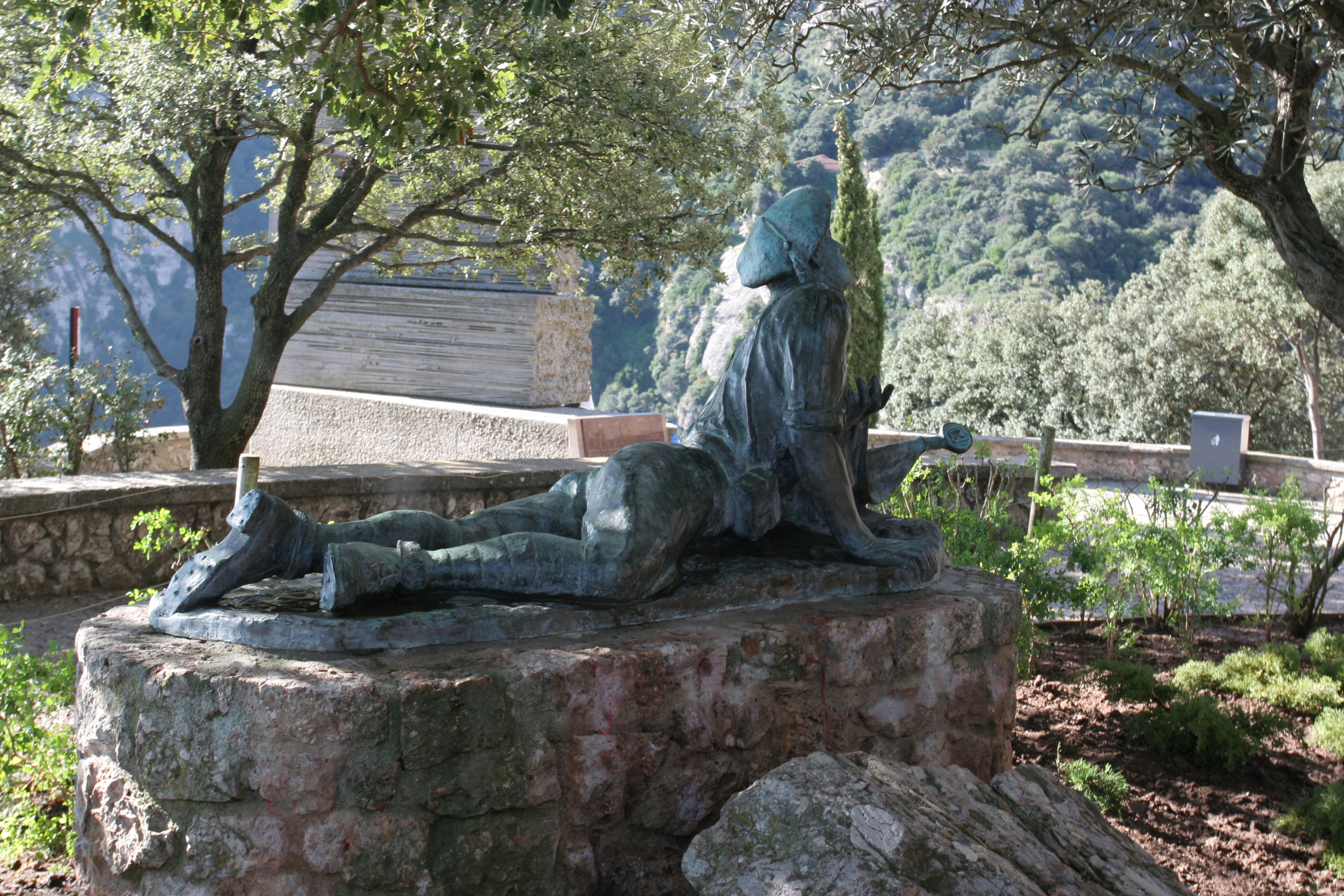
monument commemoratiu, Montserrat

Hi havia un monument commemoratiu als morts del Terç a l'antiga posició de Quatre Camins. També hi havia un altre dedicat als soldats republicans morts a la posició Targa, erigit per la Germandat del Terç, a Vilalba dels Arcs (Terra Alta).
També hi ha una cripta funerària construïda el 1958, a Els Apòstols, prop del monestir de Montserrat, que conté les despulles i els noms dels 319 membres del Terç morts a la guerra i on també es conserva la bandera del Terç.

## Comandament
| Comandants             |           |                                         |
| Començament            | Rang      | Nom                                     |
| 15 de desembre de 1936 | capità    | Enric Monteys Carbó                     |
| 3 d'agost de 1937      | tinent    | Alfons Fenollera González (provisional) |
| 21 d'agost de 1937     | tinent    | Francesc Roca Llopis (mort en acció)    |
| 9 de setembre de 1937  | comandant | Josep Sentis Simeón                     |
| 17 de novembre de 1937 | capità    | Antonio de Ibarra Montis                |
| 29 d'abril de 1938     | capità    | Luis Quiroga Nieto                      |
| 30 de juny de 1938     | comandant | José Navas Sanjuán                      |
| 17 de juliol de 1938   | capità    | Manuel Martínez Millán de Priego        |
| 29 d'agost de 1938     | alferes   | Josep Daunis (provisional)              |
| 22 de setembre de 1938 | comandant | Norberto Baturone Fernández             |
| 4 de novembre de 1938  | tinent    | Josep M. Molinet Calverol (provisional) |
| 27 de desembre de 1938 | comandant | Antoni Miranda Guerra                   |